# Västlig skrikuv
Västlig skrikuv (Megascops kennicottii) är en fågel i familjen ugglor inom ordningen ugglefåglar. Den förekommer i västra Nordamerika från Alaska söderut till norra Mexiko.

## Kännetecken

### Utseende
Västlig skrikuv är en liten (21–24 cm) och kompakt uggla med relativt kort stjärt, breda vingar, stort huvud och små örontofsar. Fjäderdräkten varierar från brunaktig till grått, men är alltid intrikat mönstrad, på undersidan med kraftiga mörka längsgående streck och svagare tvärband. Nordliga fåglar är större och ljusare, sydliga mindre och mörkare. Ögonen är gula och näbben mörk.

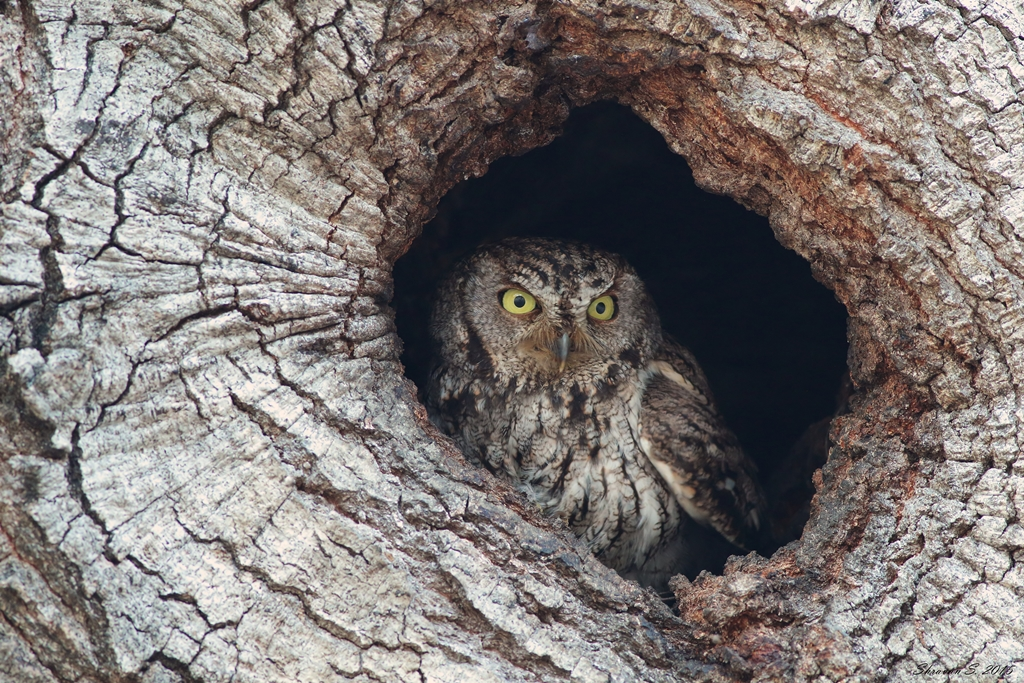

Arten är mycket lik nära släktingen östlig skrikuv, men denna har ljusare näbb samt vanligen svagare längsgående streck och kraftigare tvärband. Mustaschskrikuv är mindre med mindre fötter och grövre tecknad ovansida som skapar ett prickigt mönster.

### Läten
Västliga skrikuvens huvudsakliga sång består av en serie korta visslingar som accelererar likt en studsande boll, i engelsk litteratur återgiven "pwep pwep pwep pwepwepwepepepep. Även en darrande tremolosång hörs, ett tudelat "ddddd-ddddddddddr".

## Utbredning och systematik
Västlig skrikuv delas in i tre grupper av nio underarter med följande utbredning:
- kennicottii-gruppen
  - Megascops kennicottii kennicottii – Nordamerikas stillahavskust från sydöstra Alaska söderut till södra Oregon
  - Megascops kennicottii macfarlanei – södra British Columbia söderut till östra Oregon, Idaho och västra Montana
  - Megascops kennicottii bendirei – Nordamerikas stillahavskust från sydcentrala Oregon söderut genom Kalifornien väster om Sierra Nevada till nordvästra Mexiko (kustnära norra Baja California
  - Megascops kennicottii aikeni – Kalifornien öster om Sierra Nevada och Nevada österut till Colorado och västra Texas
  - Megascops kennicottii cardonensis – norra Baja California
  - Megascops kennicottii xantusi – Los Cabos i södra Baja California
  - Megascops kennicottii yumanensis – sydöstra Kalifornien och sydvästra Arizona till norra Mexiko (nordvästra Sonora)
- Megascops kennicottii vinaceus – norra Mexiko (från södra Sonora och västra Chihuahua till norra Sinaloa)
- Megascops kennicottii suttoni – sydvästra Texas till Mexikanska platån

Utbredningskarta för västlig skrikuv.

Arten anses nära släkt med balsasskrikuv (M. seductus), kustskrikuv (M. cooperi) och östlig skrikuv, och de första två inkorporeras ibland som underarter. Tidigare behandlades västlig och östlig skrikuv som en och samma art, och de hybridiserar tillfälligt där deras utbredningsområden möts eller överlappar. Genetiska studier visar dock att de utgör två skilda klader och bör därför behandlas som egna arter, vilket även stöds av morfologiska och lätesmässiga skillnader. Hybridisering har också noterats med mustaschskrikuv.

## Levnadssätt
Västlig skrikuv hittas i vitt spridda miljöer, från öppet skogslandskap till kaktusöknar. Den är strikt nattlevande och tillbringar dagen med att vila i gamla hackspettshål eller liknande utrymmen eller tätt intill en trädstam. Nattetid sitter den på låga grenar i fruktträdgårdar, skogsbryn och öppen skog och spanar efter insekter eller gnagare. Den kan också ta fåglar, reptiler och grodor. Fågeln lägger ägg så tidigt som i februari, men mestadels i mars och april. De flesta ungar är flygga i juni.

## Status och hot
Arten har ett stort utbredningsområde och en stor population, men tros minska i antal, dock inte tillräckligt kraftigt för att den ska betraktas som hotad. Internationella naturvårdsunionen IUCN kategoriserar därför arten som livskraftig (LC).

## Namn
Fågelns vetenskapliga artnamn hedrar Robert Kennicott (1835-1866), amerikansk naturforskare, upptäcktsresande och samlare samt medgrundare till Chicago Academy of Sciences.